# Barleriola
- Commons
- Wikispecies

Barleriola Oerst., segundo o Sistema APG II, é um gênero botânico da família Acanthaceae.

## Espécies
O gênero apresenta cinco espécies:
- Barleriola inermis
- Barleriola multiflora
- Barleriola reedii
- Barleriola saturejoides
- Barleriola solanifolia
- «Lista das espécies»

## Nome e referências
Barleriola Oerst., 1855

## Classificação do gênero
| Sistema | Classificação                       | Referência            |
| ------- | ----------------------------------- | --------------------- |
| APG II  | Ordem Lamiales, família Acanthaceae | APweb, versão 9, 2008 |